# Laïd Madouni
 (mai 2019).
Laïd Madouni est un footballeur algérien né le 23 juin 1986 à Mostaganem. Il évolue au poste d'attaquant.

## Biographie
Laïd Madouni évolue en première division algérienne avec les clubs du MC Saïda, de l'ES Sétif et de l'ASO Chlef. Il dispute un total de 84 matchs en première division, inscrivant 19 buts.
Le 15 avril 2011, il se met en évidence avec le club de Saïda, en marquant un triplé lors de la réception du WA Tlemcen, permettant à son équipe de l'emporter sur le score de 5-2. Le 4 février 2012, il inscrit un nouveau triplé avec cette équipe, lors de la réception de l'AS Khroub, permettant à son équipe de l'emporter sur le très large score de 6-1.
En 2013, il participe à la Ligue des champions d'Afrique avec le club de Sétif. Il se met alors en évidence en marquant un doublé lors de la réception du club burkinabé de l'ASFA Yennenga. Il joue un total de quatre matchs dans cette compétition.

## Palmarès
- Champion d'Algérie en 2013 avec l'ES Sétif
- Vainqueur du Groupe Ouest de troisième division en 2018 avec l'ES Mostaganem